# 8957 Koujounotsuki
8957 Koujounotsuki (1998 FM125) là một tiểu hành tinh vành đai chính được phát hiện ngày 22 tháng 3 năm 1998 bởi T. Seki ở Geisei.